# Stužycja
Stužycja, česky Stužica nebo Stužice, ukrajinsky Стужиця, maďarsky Patakófalu, je obec v územní komunitě (hromadě) Stavne v okrese Užhorod v Zakarpatské oblasti na Ukrajině. V roce 2025 zde žilo 1002 obyvatel.

## Příroda
- Severozápadně od obce je hora Kremenec, jejíž vrchol leží na křižovatce hranic tří států: Ukrajiny, Polska a Slovenska.
- Obec leží na území Užanského národního parku, který sousedí se slovenským národním parkem Poloniny. Na poílské straně navazuje Bieszczadský národní park.

- Pohoří nad obcí pokrývají bukové a javorové pralesy, jejichž ochrana byla zahájena v roce 1908 a v roce 2007 byla zařazena do seznamu světového přírodního dědictví UNESCO pod názvem „Bukové pralesy Karpat“.[5] Lokalita zapsaná na seznamu UNESCO pod názvem „Stužycja – Užok“ přímo sousedí se slovenskou národní přírodní rezervací Stužica.[5]

- Prameny minerální vody s léčivými účinky – Pidzvonnyj, Palorotnyj, u Ravky

- Pramen Angela
- V obci rostou dva mohutné duby, které jsou jedinečnými přírodními památkami.
  - "Dub Dědeček" je starý 1100-1200 let, jeho obvod kmene je 9,1 metru a jeho výška je více než 30 metrů. O tomto stromu existuje několik legend.
  - „Dub Šampion“ je nejstarší dub na Ukrajině, jeho stáří se odhaduje na 1300 let. Má obvod kmene 9,6 metru a výšku 30 metrů. V roce 2010 se stal národním stromem Ukrajiny a zvítězil v celoukrajinské soutěži.

## Místní části
- Stara Stužycja, česky Stará Stužice,[3] ukrajinsky Стара Стужиця
- Nova Stužycja, česky Nová Stužice,[3] ukrajinsky Нова Стужиця

## Pamětihodnosti
- Kostel sv. Archanděla Michaela, z roku 1893, v části Nova Stužycja
- Hřbitov vojáků první světové války, v části Nova Stužycja